# Laëtitia Clément
Laëtitia Clément (Bouches du Rhône, 13 de setembro de 1999) é uma atriz francesa que ficou mundialmente conhecida por interpretar a protagonista do filme "Luna" (2017). Por consequência de sua atuação em Luna, Laëtita foi premiada como melhor atriz no Festival La Ciotat.
Também atuou em "Mauvais Oeil" (2019) e "Quotidien" (2016).

## Trajetória/biografia
Sua carreira começou cedo, ela foi descoberta por Elsa Pharaoh (que também havia ensaiado Rod Paradot) em um teste de elenco feito na escola. E aos 16 anos já estava participando das filmagens de Luna (2017), até então , seu trabalho de maior notoriedade. Esse também foi seu primeiro trabalho no cinema, já que "Quotidien" (2016) é um programa de televisão.
No programa "Quotidien" Laëtita Clément participou como convidada desconhecida do público e estava justamente divulgando seu trabalho em Luna . 
Em Luna (2017),  a jovem atriz Laëtita Clément pôs a prova sua versatilidade como atriz. Interpretou uma adolescente cheia de dúvidas sobre o mundo. A jovem Luna reside em algum lugar perto de Montepellier onde se sustenta a partir de trabalhos prestados em uma fazenda de hortaliças. Ela vive um romance com o personagem Rubem, interpretado por Julien Bodet e se esforça para levar a diante seu relacionamento. Após uma festa noturna Luna comete um crime de violação sexual junto com o namorado Rubem e amigos. O jovem agredido chamado Alex, interpretado por  Rod Paradot, reaparece  tempos depois na vida de Luna, indo trabalhar na mesma fazenda, obrigando-a a fazer escolhas difíceis. Por conta desse papel  Laëtita Clément protagoniza cenas polêmicas de namoro juvenil, nu e violência.
Em seu trabalho mais recente Mauvais Oeil (2019), Laëtitia Clément interpreta Anna, uma noiva prestes a se casar que vê os rumos de sua cerimônia mudarem após um problema no carro que estava levando  futuro esposo (Ismael) para a casa da tia (Salima), onde seria realizada a cerimônia religiosa. O curta metragem foi desenvolvido na França e no Marrocos.
O futuro promissor  da atriz é incerto. Em 2018 Laëtita iniciou os estudos preparatórios para ingressar no ensino superior no curso de Enfermagem. 

## Filmografia
| Ano  | Título       | Função           | Diretor                                                            | Notas                       |
| ---- | ------------ | ---------------- | ------------------------------------------------------------------ | --------------------------- |
| 2016 | Quotidien    | Laëtitia Clément | Tristan Carné Nicolas Druet Didier Froehly Pascal Rétif Eric Simon | Programa de TV (1 episódio) |
| 2017 | Luna         | Luna             | Elsa Diringer                                                      | Longa-metragem              |
| 2018 | Mauvais Oeil | Anna             | Colia Vranici                                                      | Curta-metragem              |

## Ligações Externas
- AdoroCinema:Laëtitia Clément
- Rod Paradot (em inglês) no Internet Movie Database
- Instagram: laetitiaclement13/